# デルセー
デルセー(DELSEY)は、フランス発祥のスーツケースおよびバッグ類のブランドであり、その商品を製造・販売する会社。日本では、「株式会社デルセージャパン」と代理店数社が販売している。

## 概要
年間300万以上のスーツケースを生産・販売し、110ヶ国以上に供給する。TUMIやサムソナイトと並ぶ世界的なブランドである。
米Cosmopolitan誌が選ぶ、ベストラゲージブランド2019にも選出された。
フランスのパリ本社で設計を行っており、デザイン性に定評がある。
パリに本社を置き、アメリカ合衆国と香港にも地域本社を置き、日本を含めた世界各国に支社を持つ。
1946年にDelahaye社とSeynhaeve社が合併し、双方の頭文字3字を取り、現在のDELSEYが発足した。
代表的な商品名は、「シャトレ」「ヘリウム」「ベルモント」「チュレーネ」など。

## 沿革
- 1911年　カメラやタイプライターなどのレザーケースを専門に製作するDelahaye社創業
- 1946年　Delahaye氏が所有する会社とSeynhaeve兄弟が所有する会社が合併しDELSEY社を創業
- （当初の社名はDelSey社）
- 1965年　DELSEY社初のハードタイプスーツケースを発表
- 1970年　フランス製高級ハードタイプスーツケースAIRSTYLE（エアスタイル）を考案
- 1972年　初の収納可能なキャスター(2輪)付ハードタイプスーツケースを発表
- 1975年　新型ポリプロピレンを採用したハードタイプスーツケースを発表し、Export Oscar受賞
- 1984年　単一型流し込みフレームHELIUM（ヘリウム）を発表
- 1986年　CLUBで、Janus de |'Industrie受賞
- 1987年　二度目のExport Oscar受賞
- 1991年　AXIOMEで、Janus de |'Industrie受賞
- 1992年　AXIOMEで、英国LUGGAGE協会 The Product of the Year Awardを受賞
- 1993年　新コンセプトであるバイオデザインのVOLUME（ボリューム）を発表
- 1996年　ENVOLで、Innovation in Designを受賞
- 1997年　ポリプロピレン製ハードタイプスーツケースDELSEY FIRST（デルセーファースト）を発表
- 1998年　カンヌ・タックス・フリー・ワールドワイドエキジビジョンで銅メダルを獲得
- 2001年　DELSEY 4×4で、OBSERVEUR DU DESIGNを受賞
- 2002年　ハードとソフトを一体にした、2層構造のスーツケースCOMBY（コンバイ）を発表
- 2003年　VOLUME FRESHで、パリ皮革製品ショーのMost Appealing Productを受賞
- 2004年　CARISMAで、パリ皮革製品フェアのtop favouriteに選出
- 2010年　革新的な閉鎖機構であるZIP SECURI TECHを開発。強化ファスナーの二重化により防盗性を高める。
- 2016年　ZIP SECURI TECHに改良を加えたZIP SECURI TECH 2を開発。ファスナーの引手をスライダーから引き抜けなくしてさらに防盗性を高める。
- 各種スマートフォンにConnected(繋がる)スーツケース、Pluggageを発表。　フランスロイター誌でフランス国内で12月に販売開始予定と発表。
- 2017年　エールフランスとのコラボスーツケースを発表。[5]
- 2019年　ZIP SECURITECH 2に改良を加え、盗難時に破壊されやすいファスナーの引手を防護ケースに収めたZIP SECURI TECH 3を開発。防盗性をさらに高める。

## 日本におけるアフターケア
- 2015年のデルセー日本法人設立後に日本国内販売店で購入した製品は、購入元にアフターサービスを依頼できる
- 海外購入のデルセー製品は、日本国内の販売店経由でアフターサービス依頼できる。
- 株式会社松崎がライセンス契約により生産した、1980年～2000年頃に製造販売されたデルセー商品は、松崎の2010年の自己破産によって修理が不能となった。